# 紀時文
紀 時文（き の ときぶみ）は、平安時代中期の貴族・歌人。三十六歌仙の一人である木工権頭・紀貫之の子。官位は従五位上・大膳大夫。

## 経歴
天暦5年（951年）梨壺の五人の一人に選ばれ、『万葉集』の訓読や『後撰和歌集』の撰集にあたった。
書に秀で、村上朝において月次屏風の色紙形を書いたほか、安和元年（968年）冷泉天皇の大嘗会に使用する屏風の色紙形を揮毫するなど、小野道風の没後は兼明親王に次ぐ能書として尊重された様子が窺われる。
歌の力量は父・貫之には及ばなかったようで、勅撰和歌集には『拾遺和歌集』以下に5首が入集されているに過ぎず、家集も伝わっていない。恵慶・清原元輔・源順・大中臣能宣といった歌人と交流があった。
国文学者の上原作和は藤原為時の娘（後の紫式部）の最初の夫だとする説を唱えている。ただし、紫式部の生年については諸説あるものの、天禄元年（970年）以降とされているため、この説が正しければ40歳以上離れた夫婦関係となる（紫式部#生没年）。

## 系譜
- 父：紀貫之
- 母：不詳
- 妻：不詳
  - 男子：紀輔時
  - 男子：紀時継
  - 男子：紀文正
  - 男子：紀時実